# Steingrímur Jónsson (Bischof)

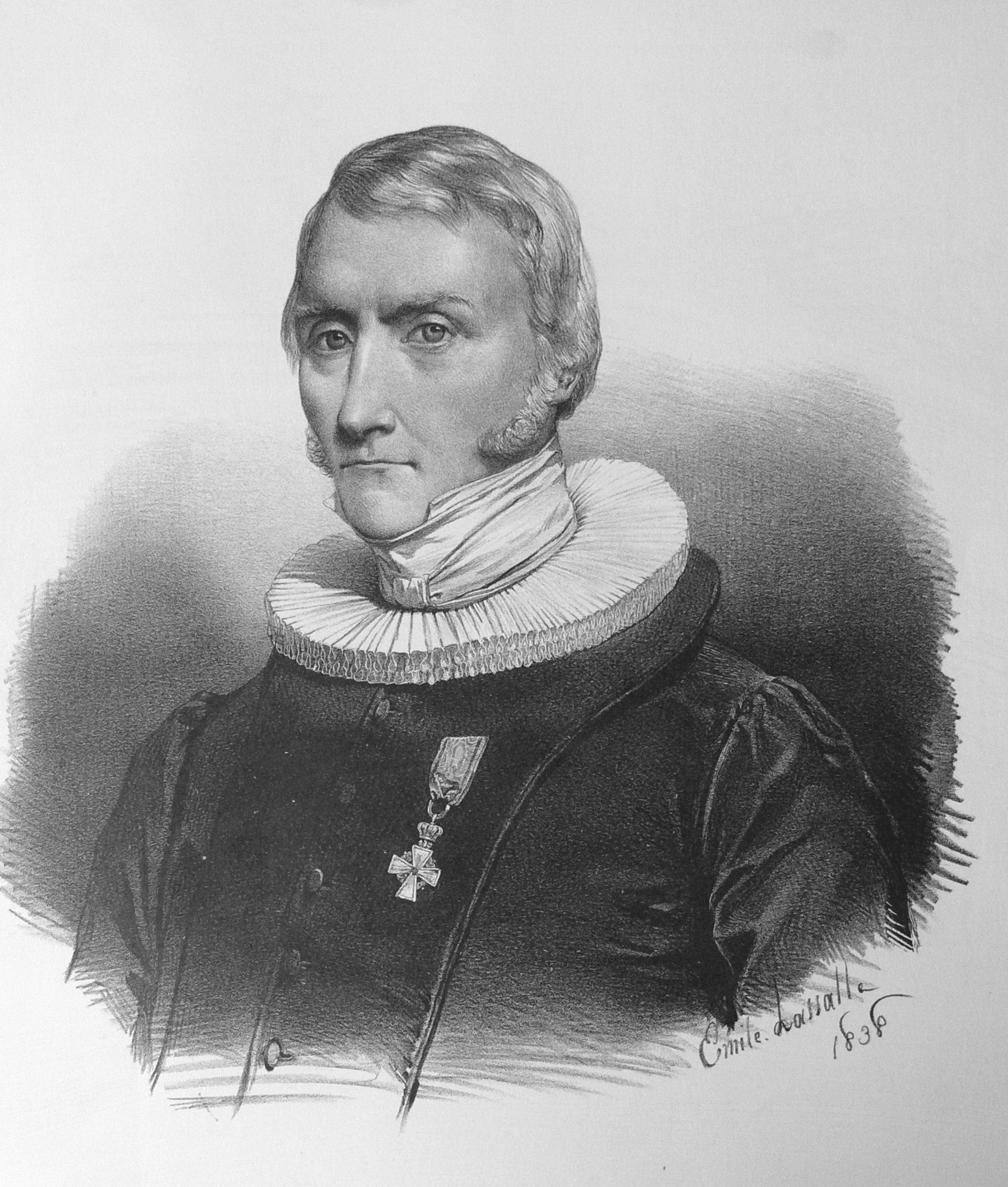
Steingrímur Jónsson, Stich von Paul Gaimard 1835

Steingrímur Jónsson (* 14. August 1769; † 14. Juni 1845) war ein isländischer Geistlicher, der von 1824 bis 1845 als zweiter Bischof von Island amtierte.

## Biografie
Steingrímur Jónsson studierte in der Schule der Diözese von Skálholt und dann 1788 in Reykjavík. Im Jahr 1803 studierte er außerdem Theologie in Kopenhagen. Er war erster Rektor der Bessastaðaskóli in Bessastaðir, die von 1805 bis 1846 bestand und die damals einzige Sekundarschule des Landes war. Am 12. Mai 1824 wurde er als Nachfolger Geir Vídalíns zum Bischof von Island ernannt und am 26. Dezember 1824 von Friedrich Münter, dem Bischof von Seeland, geweiht. Im Mai 1825 wurde er als Bischof eingesetzt.
Steingrímur Jónsson galt als pragmatischer Verwalter und geschickter Lehrer. Er widmete sich auch der Genealogie und der Personengeschichte und hinterließ umfangreiche genealogische Manuskripte. Der Vorkämpfer für Islands Selbständigkeit von Dänemark, Jón Sigurðsson, arbeitete ab 1830 drei Jahre als Kontorist bei Bischof Steingrímur Jónsson, in dessen Archiv er die ersten Einblicke in die isländische Geschichte erhielt.
Steingrímur Jónsson amtierte bis zu seinem Tod 1845 als Bischof von Island.